# Réserve nationale de Big Thicket
La réserve nationale de Big Thicket (anglais : Big Thicket National Preserve) est une aire protégée américaine située dans les comtés de Hardin, Jasper, Jefferson, Liberty, Orange, Polk, San Jacinto et Tyler au Texas. Cette réserve nationale a été créée en 1974 et constitue une réserve de biosphère depuis 1981.

## Description
Le Big Thicket (en) (en français, littéralement Grand Fourré) a été décrit comme l'une des régions les plus riches en biodiversité du monde en dehors des tropiques. Il s'agit d'une région aux limites imprécises, qui a grandement varié notamment après l'arrivée des colons européens. La forêt, d'abord espace de chasse et de légendes pour les peuples autochtones, a ensuite été mise en exploitation, d'abord pour le bois, puis pour les hydrocarbures à la suite de la découverte de gisements de gaz naturel et de pétrole dans la région.
La réserve nationale Big Thicket a été créée en 1974 dans le but de protéger les nombreuses espèces végétales et animales qu'elle abrite. La réserve, ainsi que Big Cypress National Preserve en Floride, est devenue la première des Réserves nationales dans le système des parcs nationaux aux États-Unis lorsque les deux ont été autorisés par le Congrès des États-Unis le 11 octobre 1974. 
Il s'agit de la région forestière la plus dense de ce qui est aujourd'hui le Texas, bien que l'exploitation forestière aux XIXe et XXe siècles ait considérablement réduit la concentration et l'étendue de la forêt.

Le terrain dans le Big Thicket est plat ou légèrement vallonné. La région se trouve sur la plaine côtière plate du Texas et est traversée par de nombreux petits ruisseaux. L'étendue de la région était autrefois beaucoup plus vaste qu'aujourd'hui et couvrait plus de 8 100 km2 dans l'est du Texas.

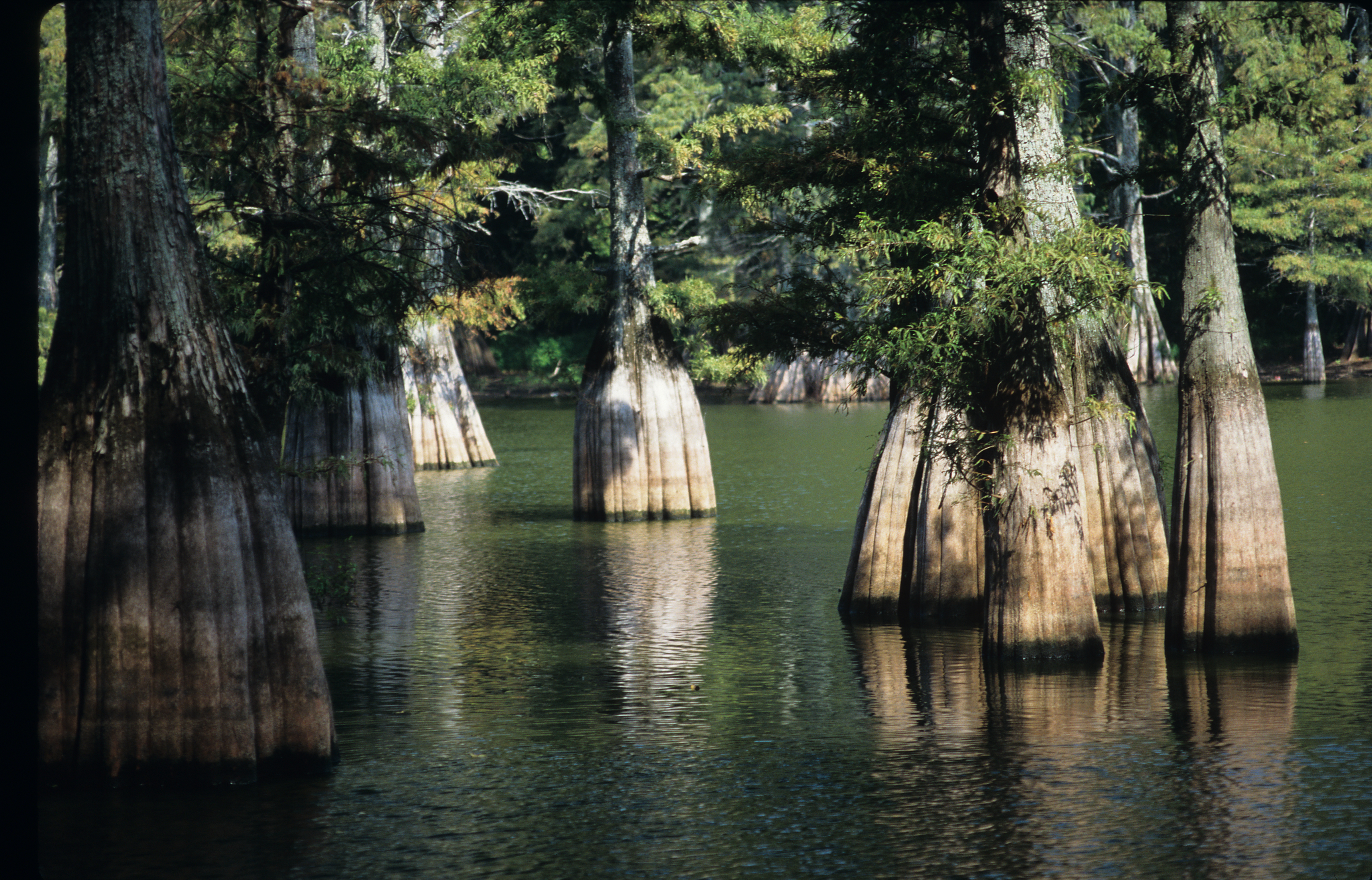
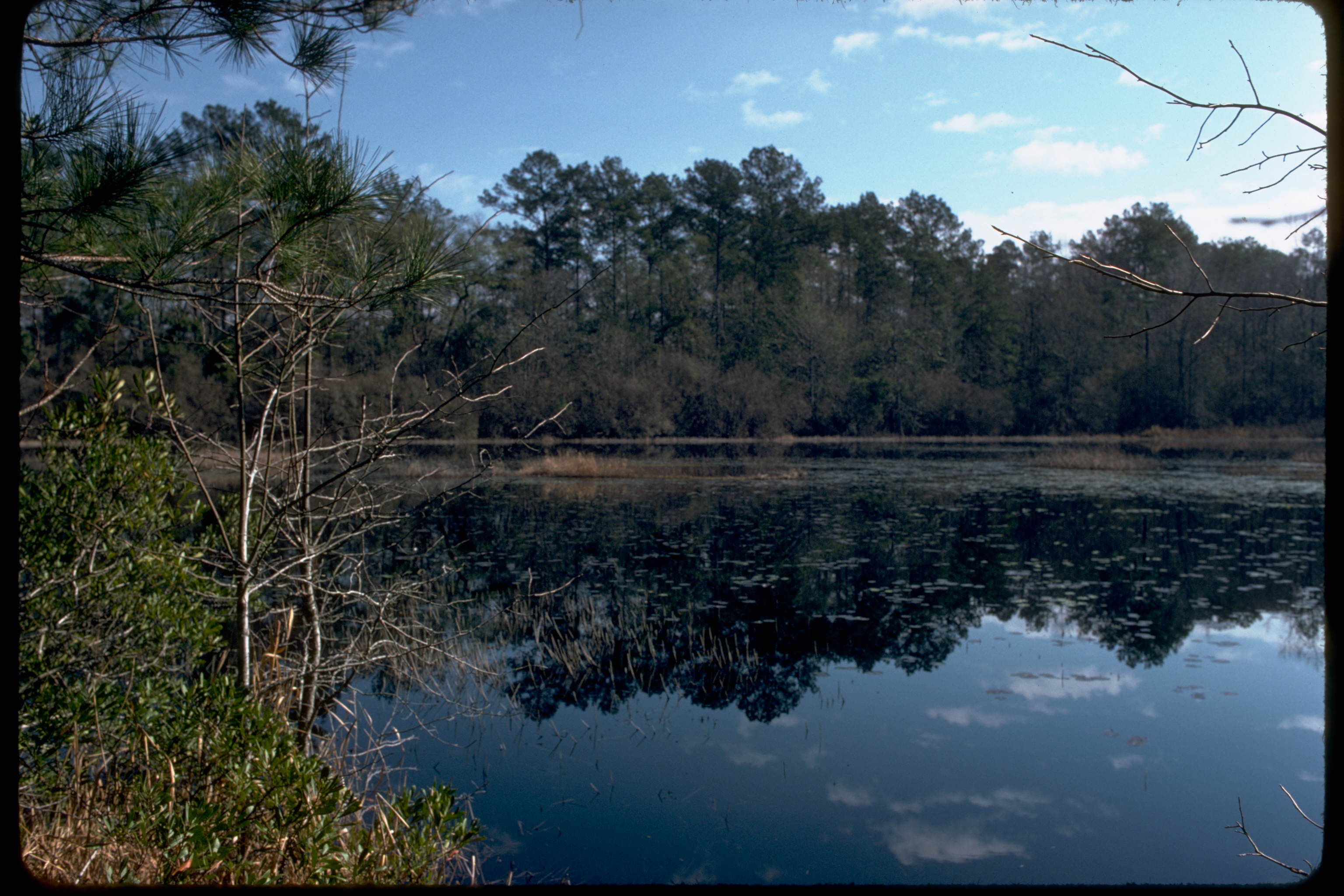
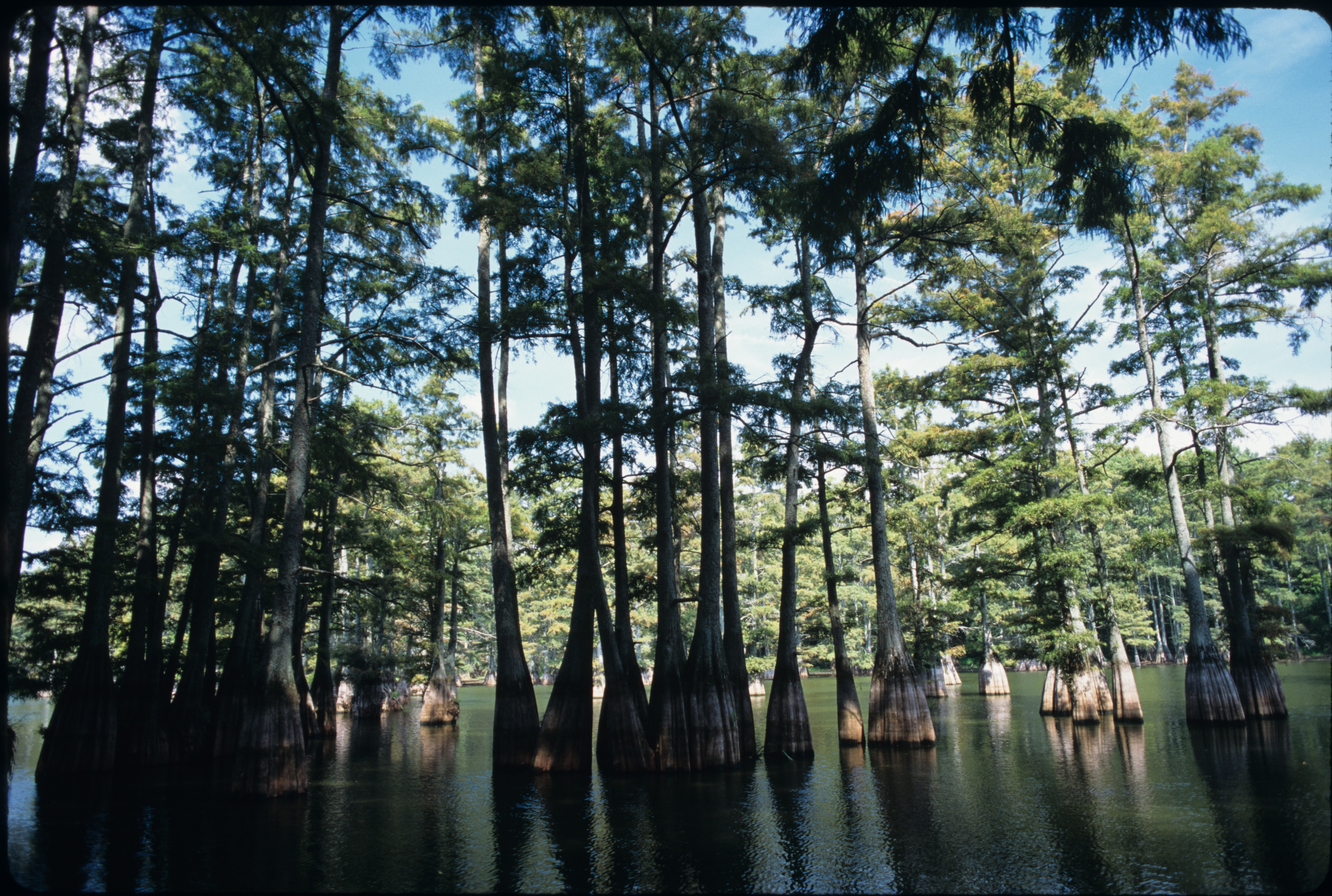
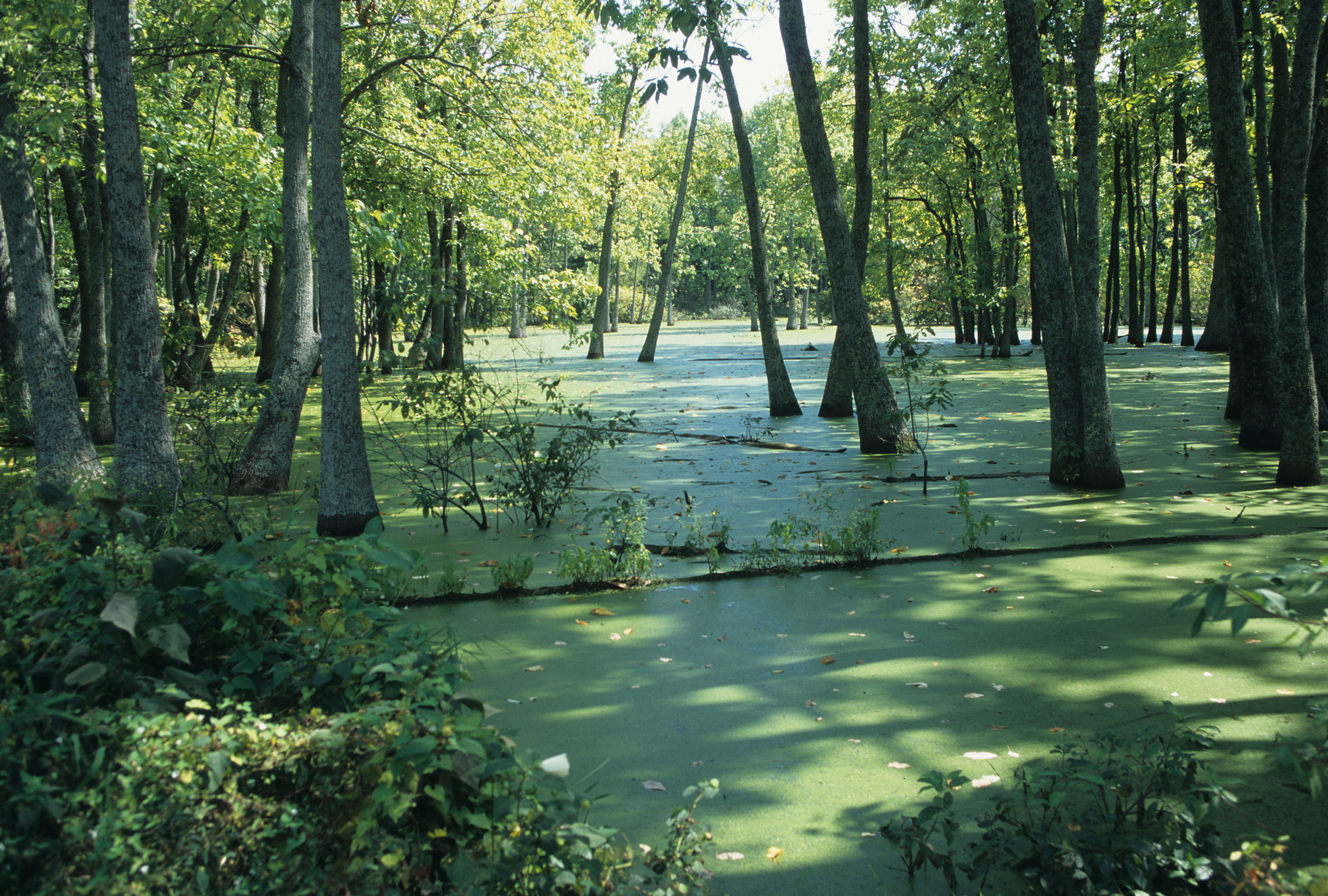

## Flore et faune
Aujourd'hui, le Big Thicket conserve de nombreuses espèces et a été décrit comme le « carrefour biologique de l'Amérique du Nord » ou « l'arche américaine ». La région contient plus de cent espèces d'arbres et d'arbustes.
Le Service des parcs nationaux recense plus de 1 000 espèces de plantes à fleurs et de fougères, y compris vingt espèces d'orchidées et quatre types de plantes carnivores.
La vie animale comprend 300 espèces de migrateurs et d'oiseaux nicheurs, un grand nombre en voie de disparition ou menacées, y compris le pic à face blanche, et le pic à bec ivoire, peut-être éteint. Le Big Thicket est également le refuge de nombreuses espèces de reptiles, notamment les quatre groupes nord-américains de serpents venimeux et les alligators.

## Aménagements
Plusieurs sentiers se trouvent dans la réserve, parmi lesquels le Kirby Nature Trail et le Sundew Trail par exemple.